# Georges Delporte
Georges Delporte (Tourcoing, 10 agosto 1912 – Tourcoing, 1º ottobre 1994) è stato un pallanuotista francese.
Era un membro della squadra nazionale di pallanuoto maschile della Francia . Ha gareggiato con la squadra alle Olimpiadi estive del 1936 finendo al quarto posto.